# 高田宏
高田 宏（たかだ ひろし、1932年8月24日 - 2015年11月24日）は、日本の編集者・作家・随筆家。多くの著書がある。

## 来歴・人物
京都市出身で石川県加賀市育ち。石川県立大聖寺高等学校、京都大学文学部仏文学科卒業。
1955年に光文社に入社し雑誌『少女』の編集者となる。のち雑誌『マイホーム』の創刊に関わる。1962年にアジア経済研究所入社して雑誌『アジア経済』の編集長となる。
1963年エッソ・スタンダード石油（現・ENEOS）PR課に入社。
1964年からPR誌『エナジー』を編集者として創刊して、11年間、編集者をつとめる。大学時代の友人の小松左京や、梅棹忠夫などの京大人文研のメンバーに多く執筆を依頼し、PR誌を越えた雑誌として評価された。『エナジー』では会社PRは一切せず、当時としては先駆的な一冊一特集主義をとり、全40冊のうち33冊が他の出版社から単行本として刊行された。他に雑誌『オイルワールド』、エッソの社内報の編集も担当した。
1973年から梅棹の依頼で、国立民族学博物館の創設準備室の企画委員となる（委員長は小松左京）。
また1975年に石油危機により『エナジー』を廃刊して同年からから1982年まで『エナジー対話』を、1973年から1975年までエナジー叢書を刊行した。
自身の退社を予定として、1982年に『エナジー対話』を廃刊し、1983年に『エナジー小事典』を創刊。同年末に退社し、翌84年から文筆専業となる。
代表作となった『言葉の海へ』は、近代日本最初の国語辞書『言海』を編んだ大槻文彦の生涯を描いた評伝。以後『島焼け』、『雪　古九谷』などの歴史小説、樹木・森・島・旅・雪などの自然、猫などをテーマにした随筆や児童向け図書、日本の伝統文化・風土を紹介した紀行・評論など約100冊を出版した。
他にも日本ペンクラブ理事、石川県九谷焼美術館館長、深田久弥山の文化館館長をそれぞれ務め、また将棋ペンクラブ会長にも就いた。1998年から1999年まで、および2006年から2007年まで、将棋ペンクラブ大賞の選考委員をつとめた。
長男高田尚平は将棋棋士。次男高田雄太はイラストレーター。
小諸・藤村文学賞、ゆきのまち幻想文学賞の審査員も務めていた。
2015年11月24日、肺がんのため死去。83歳没。

## 受賞歴
- 1978年に『言葉の海へ』（言語学者・大槻文彦の評伝）で大佛次郎賞と亀井勝一郎賞。
- 1990年に『木に会う』で読売文学賞。
- 1995年に雪国文化賞。
- 1996年に旅の文化賞。

## 著書
- 『言葉の海へ』新潮社 1978、新潮文庫（改版2018）

文庫解説大岡信・改版解説金水敏、他に岩波同時代ライブラリー、洋泉社MC新書　　
- 『本のある生活』新潮社 1979
- 『おや、旅だ!』新潮社 1981
- 『われ山に帰る』新潮社 1982、岩波同時代ライブラリー 1990。小山勝清伝記 解説山口昌男
- 『五十歳、いざ!』新潮社 1984
- 『言葉の影法師』筑摩書房 1984 のち文庫
- 『エッセーの書き方』講談社現代新書 1984
- 『雪日本 心日本』中央公論社 1985 のち中公文庫 解説加藤幸子
- 『「吾輩は猫でもある」覚書き』講談社 1985　のち講談社文庫、ちくま文庫
- 『冬の花びら 雪博士中谷宇吉郎の一生』偕成社 1986
- 『遊びをせんとや』講談社 1986
- 『歩く旅 風まかせ年まかせ』新潮社 1986
- 『海上の王国』潮出版社 1986
- 『雪 古九谷』光文社 1987 のち学陽書房人物文庫。書き下ろし長編歴史小説
- 『雪恋い』新宿書房 1987
- 『ときどき旅びと』講談社 1987
- 『編集者放浪記』リクルート出版 1988 のちPHP文庫
- 『八ヶ岳・森の時間』リクルート出版 1989
- 『木に会う』新潮社 1989 のち新潮文庫
- 『もう一度読む』文化出版局 1989
- 『ふるさと再び』新潮社 1990
- 『花のあるミュージアム』開隆堂出版 1990
- 『猪谷六合雄 人間の原型・合理主義自然人』

リブロポート「シリーズ民間日本学者」1990、平凡社ライブラリー 2001（改訂版）解説鶴見俊輔
- 『日本語への処方箋』創拓社 1990 「ことばの処方箋」角川文庫
- 『山へ帰った猫』PHP研究所 1991
- 『森が消えるとき』徳間書店 1991 のち徳間文庫
- 『面白い本ならある 本から本へ』創拓社 1991
- 『物と心の履歴書』講談社 1992
- 『野ゆき山ゆき海辺ゆき』徳間書店 1992
- 『日本海繁盛記』岩波新書 1992
- 『大長編小説礼讃』徳間書店 1993
- 『ほどよい距離の別天地 環東京十二景』都市出版 1993
- 『和紙千年』東京書籍 1993
- 『子供誌』新潮社 1993、平凡社ライブラリー 1999　解説森まゆみ
- 『田舎者の東京暮らし』筑摩書房 1993
- 『変身』TBSブリタニカ 1993
- 『岬へ』日本交通公社 1994
- 『自然誌　ネイチャーライティング』徳間書店 1994
- 『小さな博物館』日本交通公社 1994
- 『信州すみずみ紀行』新潮社 1994　のち中公文庫
- 『草木虫魚録』福武書店 1994
- 『旅・忘れ残り』講談社 1994
- 『花散歩　美術館･博物館･植物園』廣済堂文庫 1994
- 『「もの」物語』廣済堂出版 1995
- 『こころの詩 たましいの歌』徳間書店 1996
- 『海と川の物語』学陽書房 1996
- 『生命のよろこび ドリトル先生にまなぶ』新潮選書 1996
- 『森へ行く日』マインドカルチャーセンター 1996
- 『にっぽん風景紀行』作品社 1997
- 『島焼け』新潮社 1997。1785年青ヶ島・天明の大噴火による全員離島から帰島までの約40年の伝記小説
- 『雪を読む 『北越雪譜』に沿いながら　日本を知る』大巧社 1997
- 『荒ぶる自然 日本列島天変地異録』新潮社 1997、苦楽堂 2016
- 『本との日々』ジャパン・ミックス 1997
- 『出会う』清流出版 1998
- 『島へ 12の旅の物語』小学館文庫 1998
- 『生きるよろこび 若い人たちへの21のメッセージ』ポプラ社(新・のびのび人生論) 1998
- 『森に通う』創森社 1998
- 『ゆっくりと、旅』岩波書店 1998
- 『旅の図書館』白水社 1999
- 『山川草木紀行』新思索社 2000
- 『還暦後』清流出版 2000
- 『猫のしっぽ』新潮社 2000
- 『文学と風土　北国名作探訪(上下)』シリーズ・ラジオ カルチャーアワー：日本放送出版協会 2001-02 
  - 改訂版『北国のこころ』日本放送出版協会 2002
- 『大空と大地へ還りゆく日は』河出書房新社 2003
- 『アジア 気持ちの楽な旅』大修館書店 2005
- 『木のことば 森のことば』ちくまプリマー新書 2005
- 『大いなる人生』芸術新聞社 2007 ブックガイド

### 共著・編著
- 『三角宇宙』谷川俊太郎・吉本ばなな共著 青龍社 1990、朝日文庫 2011
- 『森物語』水越武写真 世界文化社「ネイチャーブックス」1991、白水Uブックス 2000
- 『夜明け』水越武写真 丸善 1992
- 『私の山河』編 悠思社 1992
- 『友辞苑　心友へのいざない〈海外編〉』『―〈日本編〉』編 青龍社 1992
- 『水物語』水越武写真 DHC 1995。大著
- 『木遊び 10人の木のおもちゃ作家との対話から』戸田嘉昭写真 日本テレビ 1995
- 『ウェストンの森 上高地・島々谷の朝と夜』細川剛写真 日本テレビ 1996
- 『「あまカラ」抄』編（全3巻）冨山房百科文庫 1995-96
- 『牧水紀行文集』彌生書房 1996
- 『こどもたちよ!』いわさきちひろ画 童心社 1996
- 『子供 日本の名随筆別巻67』編 作品社 1996
- 『小山勝清　心の民俗誌　里山からのメッセージ』編 五曜書房 1998
- 『ブナの木の下で語ろう 鼎談21世紀をいかに生きるか』井出孫六・中野孝次共著 信濃毎日新聞社 1998
- 『祈りの木』阿部幹雄写真 飛鳥新社 1999
- 『東海道五十三次紀行 四〇〇年街道のドラマ 現代歴史視考』中里和人写真 黙出版 2001